# Toma de Breda (1590)
La toma de Breda tuvo lugar 4 de marzo de 1590 por parte de las tropas neerlandesas de las Provincias Unidas de los Países Bajos, tomando la ciudad ocupada por los españoles durante el transcurso de la guerra de los ochenta años que enfrentaba a españoles contra ingleses y neerlandeses. El exitoso ataque por sorpresa de 70 soldados holandeses consiguieron introducirse en la ciudad ocultos en una embarcación y pusieron en fuga a los 600 soldados de la guarnición defensora, capturando la ciudad sin sufrir ni una baja.
La operación, por la rotundidad con la que se llevó a cabo la operación, supuso un golpe para el prestigio de España en los Países Bajos; para los holandeses fue una gran victoria por el valor estratégico de la ciudad, y un argumento patriótico.

## Contexto
Hacia 1566-1568 las provincias del norte de los Países Bajos, hasta entonces bajo dominio español, iniciaron una guerra contra España, la llamada guerra de Flandes o guerra de los ochenta años, en la que los territorios alzados luchaban por conseguir su independencia del imperio español.  En 1579 estas provincias se agruparon en la Unión de Utrecht formando las Provincias Unidas de los Países Bajos, que en 1581 declararon formalmente su independencia de la Corona española mediante el Acta de abjuración, cosa que fue rechazada por el rey Felipe II de España.
El duque de Parma Alejandro Farnesio era gobernador de los Países Bajos españoles.  En 1590 se encontraba en Francia, combatiendo a Enrique IV por orden de Felipe II.
Mauricio de Nassau era estatúder de las Provincias Unidas y mando supremo del ejército neerlandés.  Johan van Oldenbarnevelt era landsadvocaat, el mayor cargo político de los Países Bajos.
Inglaterra, bajo el reinado de Isabel I, se encontraba en guerra con España, prestando apoyo militar a las Provincias Unidas en su lucha contra España, sobre la base de los acuerdos firmados en el tratado de Nonsuch de 1585.

### Breda

Escudo de armas de Breda.

La ciudad de Breda, localizada en la confluencia de los ríos Aa y Mark, en la provincia de Brabante, era la principal ciudad de la zona.  Bien fortificada, estaba rodeada por un foso defensivo alimentado por las aguas del río Mark.  Estaba bajo dominio español desde 1581, cuando los soldados de los tercios españoles la habían tomado a los neerlandeses.  
La guarnición de la ciudad estaba formada por 500 hombres de infantería y 100 de caballería, soldados italianos del Tercio de Sicilia al servicio del imperio español.  Eduardo Lanzavecchia, gobernador de Breda y de Geertruidenberg, se encontraba en esta última ciudad supervisando la construcción de sus fortificaciones.  En su ausencia, su sobrino Paolo Lanzavecchia le sustituía en el gobierno de la plaza.

## El asalto

### Planes de ataque
En febrero de 1590, los ingleses Lionel Vickars y Charles de Heraugiere, planificaron el ataque a la ciudad.  Disfrazados de pescadores consiguieron entrar en Breda y estudiar la posibilidad de su asalto.  Contactaron con Adrian van der Berg, leal a la causa neerlandesa, comerciante que acostumbraba entrar y salir de Breda con un barco cargado de turba, utilizada como combustible, y planearon introducir dentro de la ciudad, ocultos entre la carga del barco, un reducido número de soldados que se encargaría de facilitar el paso al grueso del ejército de las Provincias Unidas.
El plan fue presentado a Mauricio de Nassau, quien dio su aprobación, ordenando llevar la operación en el máximo secreto.

### Viaje a Breda
El 25 de febrero Charles de Heraugiere junto a 68 soldados holandeses esperó junto a la desembocadura del río Mark la llegada del barco de Adrian van der Berg. Lo acompañaban los capitanes Logier y Fervet, y el teniente Matthew Held.  Ese mismo día Mauricio de Nassau, Francis Vere y el conde Hohenlohe con 600 soldados ingleses, 800 holandeses y 300 de caballería llegaron a Willemstad, a 30 km de Breda;  allí deberían esperar el aviso de Heraugiere.
El lunes 26 Heraugiere y sus hombres embarcaron en la nave de van der Berg; este no pudo acudir a la cita por hallarse enfermo, enviando en su lugar a dos de sus sobrinos que se ocuparían de manejar el barco.  Remontando el Mark en dirección a Breda, debieron vencer las condiciones meteorológicas del invierno holandés, que dificultándoles la navegación les hicieron retrasarse varios días en el viaje.  El sábado por la tarde llegaron a las puertas de Breda.  Ocultos bajo los montones de turba consiguieron entrar en la ciudad burlando la vigilancia de los soldados de la guarnición y enviaron aviso a Mauricio de Nassau, que inició la marcha de sus tropas hacia la ciudad.

### Asalto
En la madrugada del domingo 4 de marzo, los atacantes salieron de su escondite en el barco y se dividieron en dos grupos:  Heraugiere atacó el puesto de guardia, mientras Fervet intentaba apoderarse del arsenal de la fortaleza. En una rápida acción, que tomó por sorpresa a los soldados italianos de la guarnición de Breda, los holandeses mataron a 40 defensores sin sufrir ni una sola baja; los italianos se dispersaron desorganizadamente por las calles de la ciudad.     
Antes del amanecer, el conde Hohenlohe llegó a las puertas de Breda con la caballería neerlandesa y  tras él Mauricio de Nassau al frente del grueso del ejército neerlandés; Felipe de Nassau, Justino de Nassau, el conde Solms, Pieter van der Does y Francis Vere estaban entre ellos.  Para entonces los 70 hombres de Heraugiere ya habían tomado el control de la ciudad.

### Rendición
Dispersada la guarnición italiana defensora, el joven Paolo Lanzavecchia negoció con los atacantes las condiciones de la rendición de la ciudad, que fue acordada según los siguientes términos:
- La ciudad se libraría de ser saqueada a cambio del desembolso de dos meses de paga a cada uno de los soldados participantes en el ataque; la cantidad resultante, 100.000 florines resultaría excesiva, ya que muchos de los soldados llegados tras la rendición también reclamaron su parte;[4]
- A los ciudadanos que quisieran dejar la ciudad les serían respetados su vida y propiedades;
- Los que quisieran quedarse podrían conservar sus propiedades, y no serían molestados por motivos religiosos.

## Consecuencias

Los Países Bajos hacia 1590.

La toma de Breda, por parte de las tropas anglo-neerlandesas, fue una desagradable sorpresa para las autoridades españolas, con una ciudad que se suponía segura. Alejandro Farnesio, en castigo por la cobardía de los tercios italianos encargados de la defensa de la ciudad, mandó decapitar a los tres capitanes responsables de la guarnición de Breda, y un cuarto oficial fue expulsado del ejército.  Eduardo Lanzavecchia fue cesado de su cargo como gobernador de Geertruidenberg.
El rotundo éxito que supuso la captura de Breda por las tropas anglo-neerlandesas sin haber sufrido bajas fue ampliamente celebrado en las Provincias Unidas,  por el valor estratégico de la ciudad y  por las connotaciones patrióticas que para los neerlandeses tenía una victoria tan rotunda.  A lo largo de 1590 Mauricio de Nassau conquistó las plazas cercanas de Heyl, Flemert, Elshout, Crevecoeur, Hayden, Steenberg, Rosendaal y Osterhout, tomando Breda como base de operaciones. Charles de Heraugiere fue designado gobernador de Breda; a los barqueros se le concedió una renta vitalicia y a los soldados holandeses participantes en el ataque, una medalla de oro.

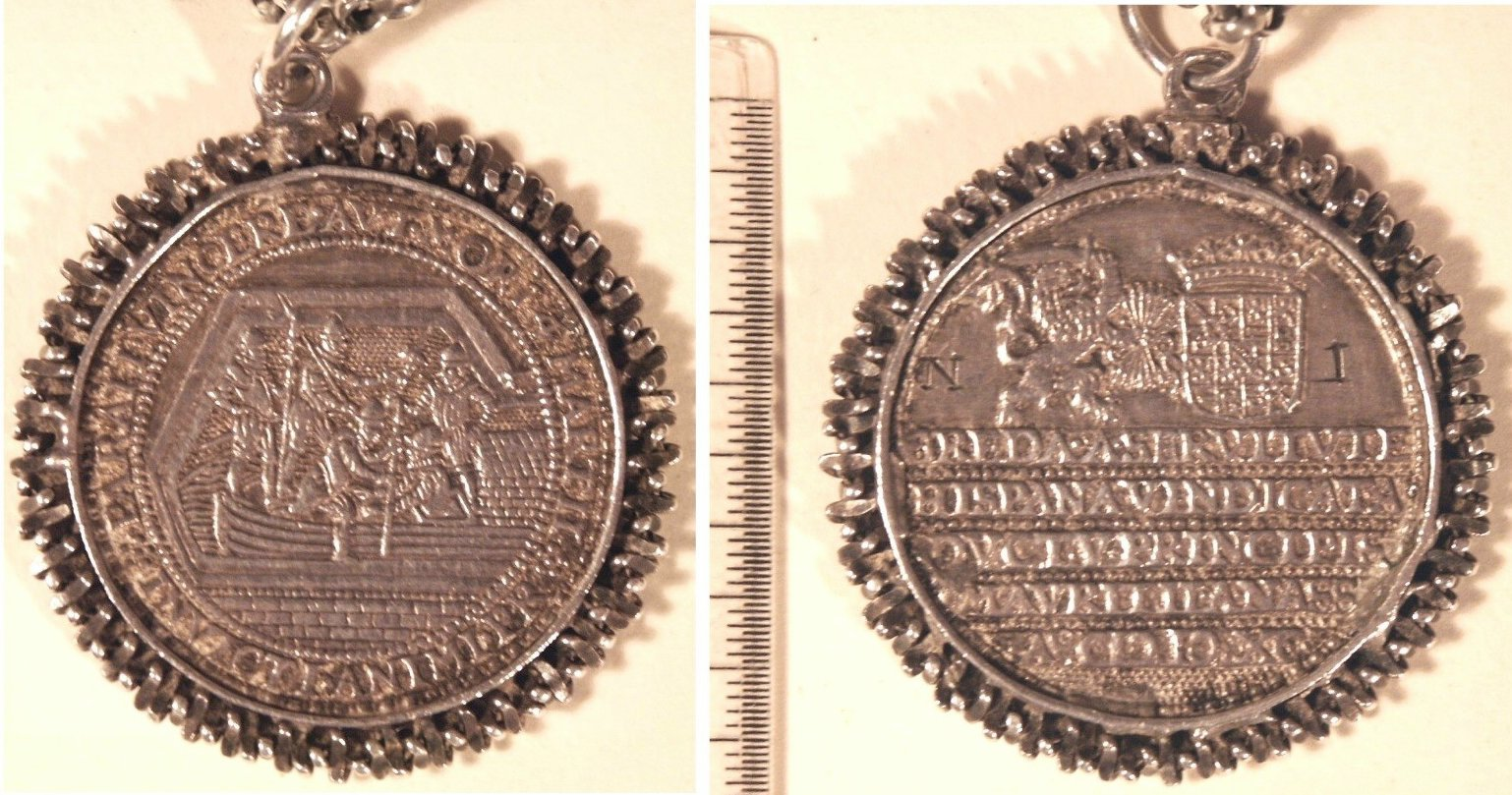
Medalla holandesa conmemorativa de la toma de Breda.

El conde de Mansfeld fue enviado con sus tropas a recuperar la ciudad.  Tras tomar la pequeña villa de Sevenburguen, construyó un fuerte en Terheyde y puso sitio a Noordam, intentando reducir a Breda por hambre; Matthew Held, al mando de Noordam, consiguió rechazarlo.
La ciudad permanecería en manos neerlandesas hasta 1625, fecha en la que los tercios españoles de Ambrosio Spinola conseguirían recapturarla en 1625 tras un largo asedio.  El Spanjaardsgat (pozo de los españoles), en el castillo de Breda, señala el lugar en el que supuestamente se encuentra el barco utilizado por los asaltantes. En 1637, Breda, después de otro asedio, volvería a manos holandesas, esta vez ya para siempre.